# Канака (балка)
Канака (также Каника, Бахлаоры, Конека; укр. Канака, крымскотат. Kanaka, Канака) — балка (маловодная река — в конце XVIII века Паллас писал о многоводной реке, протекающей в урочище) на юго-восточном берегу Крыма. Длина водотока 2,6 км, площадь водосбора 19,0 км². Образуется на юго-восточных склонах горного массива Караби-яйла Главной гряды Крымских гор, согласно справочнику «Поверхностные водные объекты Крыма» и книге «Реки и Озёра Крыма», слиянием притоков-составляющих Пашала справа и Устул-Сар — слева но на всех доступных топокартах название Устул-Сар не встречается, а в Пашалу, справа, вливается балка Бахлаер, которая, согласно тем же источникам, приток левой составляющей Канаки. Впадает в Чёрное море в четырёх километрах северо-восточнее села Рыбачье. Водный режим балки характеризуется периодическим стоком, вызванным дождями и снеготаянием, иногда наблюдаются кратковременные ливневые паводки, возможны селевые паводки.
У балки кроме упомянутых составляющих, ещё 5 безымянных притоков, из которых на подробных картах именован левый — овраг Арамонгар-Дере.

Окрестности балки в 1987 году объявлены ботаническим заказником, в устье расположен одноимённый курортный комплекс. Пётр Паллас в труде «Наблюдения, сделанные во время путешествия по южным наместничествам Русского государства в 1793—1794 годах» упоминает ручей Канака
Большой ручей, высыхающий летом, а осенью и в дождливое время при его разливе достигающий 30 саженей ширины…